# 인보로
인보로(Inbo-ro)는 울산광역시 울주군 두서면 중심부를 연결하는 도로이다.

## 노선 경로
- 서하교차로 - 반구대로 (국도 제35호선)
- 거리 명칭 미상 - 서하대정길, 서하천전로
- 인보교차로 - 반구대로 (국도 제35호선)

## 같이 보기
- 두서면